# دراونيرفين
دراونيرفين هي قرية صغيرة هولندية بمقاطعة درينته. وهي جزء من بلدية بورخر- أودورن، وتقع حوالي 20 كم شرق بلدية أسن.